# Psilocerea laevigata
Psilocerea laevigata är en fjärilsart som beskrevs av Fletcher 1958. Psilocerea laevigata ingår i släktet Psilocerea och familjen mätare. Inga underarter finns listade.